# 彰化縣國民小學列表
本列表為中華民國彰化縣的國民小學和國民中小學的列表。
| 編號 | 校名     | 鄉鎮市 | 學區範圍 |
| ---- | -------- | ------ | --- |
| 1    | 中山國小 | 彰化市 | 中山、龍山、中正、永福、光華、大同、復興、和調、陽明、中央（1.2.10.11.12鄰）卦山為彈性學區 |
| 2    | 民生國小 | 彰化市 | 民生、光復、長樂、信義、興北、新華、萬安、文化 |
| 3    | 平和國小 | 彰化市 | - 平和校區：萬壽、民權、富貴、西安、彰安、成功（1~9及17-19鄰）、中央（3~9及13~15鄰）、南瑤（1~12，20~28及30~34鄰）、福安為彈性學區 - 建和校區：平和、崙平、西興（1~11鄰）                              |
| 4    | 南郭國小 | 彰化市 | 東興、卦山、光南、福安、永生、華陽、介壽、華北、健寶、延平、桃源、成功（10~16鄰）南瑤（第29鄰）安溪第5鄰                                                                                               |
| 5    | 南興國小 | 彰化市 | 南興、延和、南瑤（13~19鄰）花壇北口村（13鄰以後） |
| 6    | 東芳國小 | 彰化市 | 東芳、南安、莿桐 |
| 7    | 泰和國小 | 彰化市 | 阿夷、寶廓、茄苳、古夷（7~10鄰） |
| 8    | 三民國小 | 彰化市 | 田中、三村（5~6鄰）※牛埔8~11鄰可彈性就讀 |
| 9    | 聯興國小 | 彰化市 | 牛埔（全部而8~11鄰為彈性學區可至三民國小）台鳳 |
| 10   | 大竹國小 | 彰化市 | 大竹、竹中、香山、安溪（第5鄰除外）、三村(1~4鄰)、福山（全部而1~3鄰為彈性學區可至國聖國小） |
| 11   | 國聖國小 | 彰化市 | 國聖、中庄、古夷（1~6鄰）※福山1~3可彈性就讀 |
| 12   | 快官國小 | 彰化市 | 竹巷、快官、福田（1~3鄰，※2~3鄰為彈性學區可至石牌國小） |
| 13   | 石牌國小 | 彰化市 | 石牌、福田（不含1~3鄰，而2~3鄰為彈性學區可至快官國小） |
| 14   | 忠孝國小 | 彰化市 | 忠孝、忠權、五權、西勢、磚瑤、西興（12鄰以後） |
| 15   | 芬園國小 | 芬園鄉 | 竹林、楓坑、社口、芬園、進芬（1~11鄰及13~15鄰）同安（1~4鄰）同安村第13鄰進安路、舊社（2.3.18.20.21鄰）                                                                                                 |
| 16   | 富山國小 | 芬園鄉 | 大埔村、舊社村（1鄰、4~17.19.22.23.24鄰） |
| 17   | 寶山國小 | 芬園鄉 | 縣庄、圳乾、溪頭 |
| 18   | 同安國小 | 芬園鄉 | 中崙。同安（5~12及14-24鄰）、進芬第12鄰、同安村第13鄰、大彰路 |
| 19   | 文德國小 | 芬園鄉 | 大竹村 |
| 20   | 茄荖國小 | 芬園鄉 | 茄荖、嘉興 |
| 21   | 花壇國小 | 花壇鄉 | 花壇、長沙、橋頭 |
| 22   | 文祥國小 | 花壇鄉 | 劉厝、崙雅、秀水鄉秀水村（17~24鄰）為彈性學區 |
| 23   | 華南國小 | 花壇鄉 | 中庄、金墩 |
| 24   | 僑愛國小 | 花壇鄉 | 北口（13鄰以後彈性）、中口、南口※文德（第9鄰可彈性就讀） |
| 25   | 三春國小 | 花壇鄉 | 三春、長春、永春、灣雅、灣東、橋頭（1~2鄰） |
| 26   | 白沙國小 | 花壇鄉 | 白沙、岩竹、文德 |
| 27   | 和美國小 | 和美鎮 | 和西、和北、和南、四張、月眉、山犁第3鄰、好修里第8鄰以後、面前（1~4鄰，11~14鄰）、頭前里1~3鄰、仁愛里11~18鄰                                                                                           |
| 28   | 和東國小 | 和美鎮 | 和東、柑井、竹營、頭前（6~12鄰） |
| 29   | 大嘉國小 | 和美鎮 | 和美鎮鐵山里、詔安里、嘉犁里、大霞里；柑井里(15~20、23~24鄰與和東國小自由學區) |
| 30   | 大榮國小 | 和美鎮 | 鎮平、南佃、源埤（1~12鄰） |
| 31   | 新庄國小 | 和美鎮 | 竹園、糖友、中圍、中寮、犁盛、新庄 |
| 32   | 培英國小 | 和美鎮 | 湖內、塗厝、地潭、嘉寶、還社、頭前（4~5鄰）好修（1~5鄰） |
| 33   | 和仁國小 | 和美鎮 | 雅溝里(全部)、面前里（5~10鄰）、山犁里（1.2鄰及4-27鄰）仁愛里(1~10鄰) |
| 34   | 線西國小 | 線西鄉 | 線西、頂庄、寓埔、溝內、塭仔、頂犁（18、19、20、21、22、23鄰） |
| 35   | 曉陽國小 | 線西鄉 | 下犁、德興、頂犁（1~17鄰） |
| 36   | 新港國小 | 伸港鄉 | 伸港鄉新港村、泉州村、什股村、泉厝村（1~5鄰）、和美鎮好修里（6.7.鄰） |
| 37   | 伸東國小 | 伸港鄉 | 汴頭、埤墘、七嘉 |
| 38   | 伸仁國小 | 伸港鄉 | 曾家、蚵寮、泉厝（6~14鄰） |
| 39   | 大同國小 | 伸港鄉 | 大同、海尾、定興、溪底、全興 |
| 40   | 鹿港國小 | 鹿港鎮 | 泰興、長興、街尾、龍山、菜園、興化（7~10鄰及12~18鄰） |
| 41   | 文開國小 | 鹿港鎮 | 新宮里、東石里、郭厝里、玉順里、順興里、埔崙里（9~27鄰，9~12鄰為彈性學區）、中興里（5~7鄰）永安里（23~28鄰）                                                                                           |
| 42   | 洛津國小 | 鹿港鎮 | 大有、洛津、景福、中興（1~4鄰）、興化（1~6鄰及11鄰）、永安里（13~22及29~32鄰） |
| 43   | 海埔國小 | 鹿港鎮 | 洋厝里、海埔里（不含14鄰）、詔安里（13鄰以後） |
| 44   | 新興國小 | 鹿港鎮 | 廖厝（4及8~22鄰）、詔安（1~12鄰）、海埔(第14鄰) |
| 45   | 草港國小 | 鹿港鎮 | 草中、山崙、頭南 |
| 46   | 頂番國小 | 鹿港鎮 | 頂番、頭崙、溝墘（不含9~14鄰）廖厝（不含4及8~18鄰） |
| 47   | 東興國小 | 鹿港鎮 | 東崎里（1~14鄰及16~17鄰；22~27鄰自由學區自由就讀鹿東、東興國小）、溝墘（9~14鄰）、福興鄉大崙村（第1鄰彰鹿路四段一~一四九號及大崙街58之1、2……號）、廖厝里18鄰自由學區                                   |
| 48   | 鹿東國小 | 鹿港鎮 | 埔崙里（1~8鄰，9~12鄰可彈性）、永安里（1~12鄰）東崎里（15及18~27鄰）、頂厝里 |
| 49   | 管嶼國小 | 福興鄉 | 秀厝、麥厝、廈粘、福南（1~6鄰）、頂粘（不含4鄰四0七~四一六號及12鄰四一七~四五四號） |
| 50   | 文昌國小 | 福興鄉 | 三和、鎮平 |
| 51   | 西勢國小 | 福興鄉 | 橋頭、西勢、同安、福興、福南（7~14鄰為本學區）、社尾（1~2鄰為本學區；7~10鄰自由學區） |
| 52   | 大興國小 | 福興鄉 | 外埔、元中、外中、社尾（3~6鄰）、大崙（不含第1鄰彰鹿路四段一~一四九號及大崙街58之1.2號）、萬豐（2~9鄰）                                                                                                |
| 53   | 永豐國小 | 福興鄉 | 番社、社尾（3~5鄰屬彈性學區） |
| 54   | 日新國小 | 福興鄉 | 番婆 |
| 55   | 育新國小 | 福興鄉 | 二港、福寶、頂粘（4鄰407~416號及12鄰417~454號） |
| 56   | 秀水國小 | 秀水鄉 | 莊雅、安東（5、27、28）（6、29、30）（11、31、32鄰）、曾厝（4~9鄰）、福安（第25鄰）、鶴鳴（第1鄰※1.2.鄰）                                                                                              |
| 57   | 馬興國小 | 秀水鄉 | 義興、馬興、鶴鳴（2~21鄰※1.2.鄰為彈性學區可至秀水國小） |
| 58   | 華龍國小 | 秀水鄉 | 安溪、安東（1~4鄰）、秀水（1~16鄰，17~24鄰為彈性學區） |
| 59   | 明正國小 | 秀水鄉 | 埔崙、福安（不含第25鄰）、金陵(12~15鄰)、曾厝（10~13鄰）、福興鄉三汴村※金陵第11鄰可彈性就讀 |
| 60   | 陝西國小 | 秀水鄉 | 陜西、金興、曾厝（1~3鄰）、金陵（6~11鄰，※11鄰為彈性學區可至明正就讀） |
| 61   | 育民國小 | 秀水鄉 | 下崙、金陵（1~5鄰）、福興鄉萬豐村第1鄰 |
| 62   | 溪湖國小 | 溪湖鎮 | 光華、汴頭、湖西、平和、光平（1.12.13鄰）、太平（1~4鄰）、大竹（1.7.23.25鄰）、河東（5~7鄰）、西溪（10~18鄰）、大突（9.20.21鄰，※1.19.鄰可彈性）                                                       |
| 63   | 東溪國小 | 溪湖鎮 | 大庭里1-2鄰、中山里13-16鄰、西溪里1-9鄰、東溪里、頂庄里1-4，6-7鄰 |
| 64   | 湖西國小 | 溪湖鎮 | 北勢、田中、河東（不含5~7鄰）、大突（不含9.14.15鄰※1.19.鄰彈性學區可至溪湖國小）※埔鹽鄉三省村10~12鄰可彈性就讀                                                                                         |
| 65   | 湖東國小 | 溪湖鎮 | 湖東、中山（13-16鄰除外）、東寮(1-3.6.12.13.15.16.18.20-23鄰)、光平（2~11.14鄰）、中竹 ※中竹里為彈性學區，可至梧鳳國小                                                                                 |
| 66   | 湖南國小 | 溪湖鎮 | 西勢、大竹（不含1.7.23.25鄰）、番婆（不含10~12鄰）、忠覺（2~5及11.12鄰） |
| 67   | 媽厝國小 | 溪湖鎮 | 媽厝、湳底、大庭（3~12鄰）、忠覺（1及6~10鄰）、頂庄（5及8~10鄰）、番婆（10~12鄰） |
| 68   | 埔鹽國小 | 埔鹽鄉 | 埔鹽、埔南、廓子、出水、角樹、崑崙 |
| 69   | 大園國小 | 埔鹽鄉 | 打廉、豐澤 |
| 70   | 南港國小 | 埔鹽鄉 | 彰化縣埔鹽鄉南港村 |
| 71   | 好修國小 | 埔鹽鄉 | 好修村、瓦瑤村、西湖村、大有村、永平村(1至6鄰)、南新村(1至6鄰，7、8鄰為自由學區)、新興村 |
| 72   | 永樂國小 | 埔鹽鄉 | 永樂、永平（7、8、9鄰） |
| 73   | 新水國小 | 埔鹽鄉 | 太平、新水、南新（9~13鄰）、三省（1~9鄰 ※10~12鄰為彈性學區可至湖西國小） |
| 74   | 天盛國小 | 埔鹽鄉 | 天盛、石埤 |
| 75   | 埔心國小 | 埔心鄉 | 東門、義民、油車、大華、埔心（4~14鄰）、經口（11.12鄰）、仁里（1~3鄰） |
| 76   | 太平國小 | 埔心鄉 | 太平、仁里（第4鄰）、經口（第1~4鄰、17鄰） |
| 77   | 舊館國小 | 埔心鄉 | 舊館、南館、新館、芎蕉（6~14鄰）、埔心（1~3及15鄰※4~6為彈性學區） |
| 78   | 羅厝國小 | 埔心鄉 | 羅厝、芎蕉（1~5鄰） |
| 79   | 鳳霞國小 | 埔心鄉 | 二重村、埤霞村、埤腳村（1~7鄰）、芎蕉村14鄰自由學區（自由就讀鳳霞、舊館國小） |
| 80   | 梧鳳國小 | 埔心鄉 | 梧鳳、埤腳（8~13鄰）※溪湖鎮中竹里可彈性就讀 |
| 81   | 明聖國小 | 埔心鄉 | 瓦北、瓦中、瓦南、經口（5~10鄰及13~16鄰） |
| 82   | 員林國小 | 員林市 | 中山、中正、光明、東和、忠孝、仁愛、三和（4~24鄰）、三條（9~15鄰、17~19鄰）、萬年（8~19鄰）、仁美（7及14.23.24鄰） ※三條里9、10、17、18、19鄰為自由學區，可彈性就讀員林國小或員東國小。                |
| 83   | 育英國小 | 員林市 | 民生、黎明、惠來、溝皂、萬年（1~7鄰、20-21鄰）、大饒（4~7鄰及13~19鄰） |
| 84   | 靜修國小 | 員林市 | 三義、源潭、大埔、南平、南興、新生 |
| 85   | 僑信國小 | 員林市 | 新興、和平、三橋、三愛、三多、三信、仁美（不含7及14.23.24鄰） |
| 86   | 員東國小 | 員林市 | 西東、浮圳、三條、忠孝、三條里1~10鄰及16~22鄰、三和（1~3鄰） |
| 87   | 饒明國小 | 員林市 | 中央、大明、大饒（1~3鄰及8~12鄰和20鄰） |
| 88   | 東山國小 | 員林市 | 大峰、鎮興、南東、中東、東北 |
| 89   | 青山國小 | 員林市 | 崙雅、振興、林厝、出水 |
| 90   | 明湖國小 | 員林市 | 湖水里 |
| 91   | 大村國小 | 大村鄉 | 大村、南勢、茄苳、田洋、大橋（13~19鄰及21鄰）、田洋、擺塘（7~9鄰）、貢旗（1~12鄰，第13鄰為彈性學區可至大西國小）、過溝（13鄰以後，第3、10鄰為彈性學區）                                                |
| 92   | 大西國小 | 大村鄉 | 大崙、加錫、新興，貢旗第?鄰可彈性就讀 |
| 93   | 村上國小 | 大村鄉 | 村上、美港、平和（第18鄰）、黃厝（15~17鄰及20鄰，20鄰為彈性學區）、擺塘（不含7、8鄰）(9鄰自由學區)、大橋（1~12及20鄰，13鄰自由學區）、過溝（1~12鄰，19-22鄰，第3、8、10、11鄰可彈性就讀大村、村上國小) |
| 94   | 村東國小 | 大村鄉 | 平和（1~17鄰）、福興、黃厝（1~14鄰及18.19鄰，20鄰可彈性就讀） |
| 95   | 永靖國小 | 永靖鄉 | 永東、永西、瑚璉、湳港、新莊、永北、港西（1~3鄰及16.17鄰）、永南（1~8鄰及12~17鄰）、埔心鄉仁里村（5~12鄰）                                                                                             |
| 96   | 福德國小 | 永靖鄉 | 五福、港西（4~15鄰及18~20鄰）、永南（9~11鄰）、獨鰲（1.2及7~10鄰） |
| 97   | 永興國小 | 永靖鄉 | 浮圳、光雲、五汴、東寧、永興、崙子 |
| 98   | 福興國小 | 永靖鄉 | 福興、四芳、湳墘、同仁、同安、崙美、敦厚、獨鰲（3~6鄰及11鄰） |
| 99   | 德興國小 | 永靖鄉 | 竹子村 |
| 100  | 田中國小 | 田中鎮 | 西路、東路、南路、中路、北路（1~9鄰及16~22鄰） |
| 101  | 三潭國小 | 田中鎮 | 龍潭、中潭、頂潭、北路（10~15鄰） |
| 102  | 大安國小 | 田中鎮 | 大崙、三安 |
| 103  | 內安國小 | 田中鎮 | 東源、碧峰、香山、新庄 |
| 104  | 東和國小 | 田中鎮 | 平和、復興 |
| 105  | 明禮國小 | 田中鎮 | 大社、三光、三民 |
| 106  | 社頭國小 | 社頭鄉 | 社頭、廣興、張厝、仁雅 |
| 107  | 橋頭國小 | 社頭鄉 | 新厝村、橋頭村、湳底村 |
| 108  | 朝興國小 | 社頭鄉 | 朝興、仁和、泰安、平和（1~5鄰）、山湖（1.2鄰） |
| 109  | 清水國小 | 社頭鄉 | 清水、埤斗、山湖（不含1.2鄰） |
| 110  | 湳雅國小 | 社頭鄉 | 龍井、湳雅、協和、平和（6~11鄰） |
| 111  | 崙雅國小 | 社頭鄉 | 崙雅、美雅、里仁 |
| 112  | 舊社國小 | 社頭鄉 | 舊社、東興、廣福、松竹 |
| 113  | 二水國小 | 二水鄉 | 二水、裕民、五伯、過圳、惠民、聖化、上豐、文化、光化、合和（不含11~14鄰） |
| 114  | 復興國小 | 二水鄉 | 復興、十五、合和（11-14鄰） |
| 115  | 源泉國小 | 二水鄉 | 倡和、修仁、源泉、大園、合興 |
| 116  | 北斗國小 | 北斗鎮 | 光復、新政、居仁（1~7鄰及9~14鄰）、西德（斗苑路以北）、西安（2~6鄰）、大道（1~3鄰 13鄰） |
| 117  | 萬來國小 | 北斗鎮 | 重慶、五權、西德（斗苑路以南）、七星（8~12及14鄰） |
| 118  | 螺青國小 | 北斗鎮 | 東光、文昌、中和、七星（1~7鄰、13鄰）、居仁（第8鄰）、新生（1~5鄰、11~12鄰） |
| 119  | 大新國小 | 北斗鎮 | 大新里全部、新生里（6~9鄰） |
| 120  | 螺陽國小 | 北斗鎮 | 中寮、西安（1鄰及7~10鄰）大道（4~12鄰） |
| 121  | 田尾國小 | 田尾鄉 | 田尾、饒平、正義、南曾、北曾、溪畔、打簾 |
| 122  | 南鎮國小 | 田尾鄉 | 新生村、睦宜村、福田村、南鎮村、北鎮村、新興村 |
| 123  | 陸豐國小 | 田尾鄉 | 柳鳳村、陸豐村、海豐村 |
| 124  | 仁豐國小 | 田尾鄉 | 溪頂、仁里、豐田、新厝 |
| 125  | 埤頭國小 | 埤頭鄉 | 興農、埤頭、和豐（不含18、19、21鄰） |
| 126  | 合興國小 | 埤頭鄉 | 崙子、永豐、合興、平原、崙腳 |
| 127  | 豐崙國小 | 埤頭鄉 | 豐崙村 |
| 128  | 芙朝國小 | 埤頭鄉 | 芙朝、元埔、新庄、和豐（18、19、21鄰） |
| 129  | 中和國小 | 埤頭鄉 | 中和村、竹圍村、庄內村、陸嘉村 |
| 130  | 大湖國小 | 埤頭鄉 | 大湖、五庄（11~15鄰為彈性學區） |
| 131  | 溪州國小 | 溪州鄉 | 尾厝、東州、舊眉、溪州（1~9鄰）、瓦厝（13~15鄰） |
| 132  | 僑義國小 | 溪州鄉 | 坑厝、溪厝（1~12鄰，不含加油站附近） |
| 133  | 三條國小 | 溪州鄉 | 三圳、三條（1~9鄰）、溪州（第16鄰）、菜公（4~8鄰）、溪厝（第14鄰部分） |
| 134  | 水尾國小 | 溪州鄉 | 水尾村、三條村（第10鄰七戶巷） |
| 135  | 潮洋國小 | 溪州鄉 | 潮洋、張厝、菜公（1~3鄰） |
| 136  | 成功國小 | 溪州鄉 | 成功國小本校學區：成功、柑園、西畔（不含9.10.11.13.14.15.16鄰）。西畔分校學區：西畔（9.10.11.13.14.15.16鄰）                                                                                           |
| 137  | 圳寮國小 | 溪州鄉 | 圳寮（1~13鄰） |
| 138  | 大莊國小 | 溪州鄉 | 大庄村、榮光村 |
| 139  | 南州國小 | 溪州鄉 | 瓦厝（1~12鄰）、溪厝（13鄰及14鄰部分，加油站附近）、溪州（10~20鄰，不含16鄰） |
| 140  | 二林國小 | 二林鎮 | 東和、西平、北平、豐田、後厝、東興（5~12鄰）、頂厝（7~11鄰）、芳苑鄉三合村 |
| 141  | 興華國小 | 二林鎮 | 興華、東興（1~4鄰） |
| 142  | 中正國小 | 二林鎮 | 中西、南光、香田（1.2鄰） |
| 143  | 育德國小 | 二林鎮 | 外竹（不含第1鄰之小部分） |
| 144  | 香田國小 | 二林鎮 | 香田（3~11鄰）、外竹（第1鄰之小部分） |
| 145  | 廣興國小 | 二林鎮 | 廣興巷、溝頭巷、廣東巷（廣興里） |
| 146  | 萬興國小 | 二林鎮 | 萬興、永興、振興、西庄（1~6鄰及8~10鄰）、芳苑鄉建平村（第6鄰） |
| 147  | 新生國小 | 二林鎮 | 趙甲、頂厝（1~6、12鄰） |
| 148  | 中興國小 | 二林鎮 | 華崙、梅芳、東勢（第9鄰）、萬合（1、2鄰）、西庄（7、11、12鄰） |
| 149  | 萬合國小 | 二林鎮 | 萬合（3~10鄰） |
| 150  | 大城國小 | 大城鄉 | 大城、東城、西城、山腳、菜寮、上山(9~15鄰)、永和(1~9鄰)、公館村(11~20鄰) |
| 151  | 西港國小 | 大城鄉 | 西港、東港、公館（1~10鄰）、台西村、頂庄村 |
| 152  | 美豐國小 | 大城鄉 | 豐美、三豐 |
| 153  | 潭墘國小 | 大城鄉 | 潭墘、上山（1~8鄰） |
| 154  | 竹塘國小 | 竹塘鄉 | 竹元、竹塘、五庄（11~15鄰為彈性學區）、樹腳（6~11鄰）、新廣（1~6鄰及12~16鄰）、溪墘（1、2鄰）、竹林（1~4鄰）                                                                                           |
| 155  | 田頭國小 | 竹塘鄉 | 田頭、新廣（7~11鄰）、樹腳（1~5鄰） |
| 156  | 民靖國小 | 竹塘鄉 | 民靖村、小西村 |
| 157  | 長安國小 | 竹塘鄉 | 長安、永安、竹村(9~12鄰)、內新（不含第7鄰） |
| 158  | 土庫國小 | 竹塘鄉 | 土庫、溪墘（3~11鄰）、內新（第7鄰）、竹林（5~8鄰） |
| 159  | 芳苑國小 | 芳苑鄉 | 芳苑、芳中、仁愛、信義 |
| 160  | 後寮國小 | 芳苑鄉 | 後寮村、三合村(自由學區) |
| 161  | 育華國小 | 芳苑鄉 | 永興村 |
| 162  | 草湖國小 | 芳苑鄉 | 草湖、崙腳、建平（5及7~11鄰）、新生（1~3鄰）、文津（4、5、7~10鄰） |
| 163  | 建新國小 | 芳苑鄉 | 新生（4~16鄰）、建平（1~4及11鄰以後） |
| 164  | 漢寶國小 | 芳苑鄉 | 漢寶村 |
| 165  | 王功國小 | 芳苑鄉 | 芳苑鄉王功、博愛、興仁、民生、和平等五村 |
| 166  | 新寶國小 | 芳苑鄉 | 新寶村 |
| 167  | 路上國小 | 芳苑鄉 | 路上國小本校學區：路上、福榮、三成、路平及頂部村共五村。 |
| 168  | 大成國小 | 彰化市 | 下部里、茄南里、新興里、新華里（自由學區） |
| 169  | 新民國小 | 田中鎮 | 沙崙、新民、梅州 |
| 170  | 湖北國小 | 溪湖鎮 | 西寮里1~18鄰, 東寮里4、5、7~11、14、17、19、24、25鄰, 太平里5~18鄰, 大突里14~16、22~24鄰 |